# Nephiter
Nephiter var, enligt Mormons bok, ett folkslag som ska ha varit ättlingar till profeten Nephi, son till Lehi, som lämnade Jerusalem runt 600 f.Kr. och flyttade till Amerika. De ska ursprungligen ha varit ett rättfärdigt folk men kom senare att förfalla "till ett tillstånd av otro och förfärlig ogudaktighet" och besegras och förintas av lamaniterna ca år 385.